# ボールド (航洋曳船)
ボールド(英:USS Bold, BAT-8)はアメリカ海軍のフェイバリット級タグボートの一隻である。この艦級はイギリス向けにATR-1級救命艇の設計を流用して作られたものである。1942年6月29日にボールド(英:HMS Bold, W114)としてイギリス海軍で就役した。
1946年1月、ボールドはフィリピンのスービック湾にてアメリカへ返還された。その後1947年7月17日に海軍の現役艦リストより除籍され、1948年6月29日にフィリピンのボセイへ売却されたが運ばれなかった。1948年10月2日にボセイはボールドをT・Y・フォンへ売却した。

## 参考資料
- この記事はアメリカ合衆国政府の著作物であるDictionary of American Naval Fighting Shipsに由来する文章を含んでいます。 記事はここで閲覧できます。